# Sinzig
Sinzig (Sentiacum, en latin) est une ville allemande située en Rhénanie-Palatinat, dans l'arrondissement d'Ahrweiler.

## Géographie
La ville de Sinzig est située dans la partie basse de la vallée de l’Ahr, non loin de l’embouchure de cette rivière dans le Rhin, dont la rive se trouve à une distance d’environ 2 km du centre-ville. C’est une commune dans le nord du land Rhénanie-Palatinat à environ 10 km de la frontière avec le land voisin de Rhénanie du Nord-Westphalie. Les grandes villes les plus proches sont Bonn (à environ 20 km au nord-ouest) et Coblence (à environ 30 km au sud-est).
La limite est du territoire communal est constituée par le Rhin, alors que la ville est autrement entourée par des collines appartenant à la partie est du massif de l’Eifel. Il y a le Hellenberg à l’ouest (altitude 143 m) et le Wadenberg au sud (altitude 138,7 m). La plus haute altitude dans la commune avec 346 m se situe dans les contreforts de l’Eifel au bourg de Löhndorf.
Les ruisseaux Hellenbach et Harbach se jettent à Sinzig dans la rivière de l’Ahr, qui traverse la ville, avant l’embouchure de cette dernière dans le Rhin, également sur le territoire communal. Un autre ruisseau, nommé Frankenbach, a sa source dans les forêts de Sinzig.

## Histoire

### Toponymie
Une première mention du lieu date de 762 avec le nom de « Sentiacum ». Selon une étude onomastique du Dr. Hans Bahlow (1900–1982), le nom de Sinzig pourrait avoir une origine celte pour désigner une constante infiltration d’eau dans une foret marécageuse, comme également pour un lieu appelé « Sinzigburg » dans la région de la Rhön. Les faits géographiques cependant, vont à l’encontre de cette interprétation.
Dans son livre sur l’histoire du lieu « Vor- und Frühgeschichte des Raumes Sinzig », l’archéologue Otto Kleemann voit l’origine du nom Sentiacum (ancien nom de Sinzig) provenir du nom romain d’un fondateur et propriétaire d’un domaine au début de notre ère.
Karl Bruchhäuser, dans son livre de 1953 sur la patrie de Sinzig suppose que le consul romain Gnaeus Sentius Saturninus pourrait être à l’origine du nom. Il semble incontestable cependant, que le suffixe « acum » dans Sentiacum signale une étymologie celte dans le nom du lieu.
D’après les recherches de Dieter Schewe, le nom de Sinzig proviendrait plutôt du people des Thraces qui habita la région, et fit part aux troupes auxiliaires romains, notamment la tribu thrace des Sintoi.

### Le temps des romains
L’histoire connue de Sinzig commence 2 siècles plus tard, avec la conquête des contrées de Germanie jusqu’au Rhin, par les troupes de Jules César. Déjà au milieu du Ier siècle de notre ère, un camp militaire romain fut établi au nord de Sinzig, à l’endroit de l’actuelle ville de Remagen. On suppose qu’à l’époque, et durant les siècles qui suivirent, il y eut à Sinzig essentiellement une population dispersée en quelques fermes rurales.
Sur la rive du Rhin exista une tuilerie militaire romaine, et cela déjà pendant les années 40 à 70 de notre ère. Des briquets provenant de cette tuilerie ont été trouvés sur la colline de l’église de Sinzig (Kirchberg). Le sol d’une villa romaine était alors endommagé lors de travaux pour des conduits de gaz pendant les années 1980. Autour les années 160/170 de notre ère, la production de poteries (céramique sigillée) fut reprise sur les terres de Sinzig proche du Rhin. Cette nouvelle production perdura 2 décennies avec des exportations par bateau jusqu’à Worms et jusqu’en Grande-Bretagne. Les restes de cette manufacture de céramique ont été dégagés en 1912 montrant l’espace de travail, les fourneaux et les fossés pour déchets.
On suppose que les romains n’habitèrent pas les environs du fleuve, mais plutôt l’actuelle colline de l’église qui s’élève comme un éperon dans cette plaine de l’embouchure de l’Ahr qu’on appelle aujourd’hui la « Goldene Meile » (le mile en or). On doit considérer que cette embouchure, contrairement à aujourd’hui, fut jadis traversée par un system hydrographique ramifié avec de nombreux bras de rivière. Les terres firent marécageuses jusqu’à l’actuelle localité de Bodendorf. Il est démontré qu’une route romaine reliant Confluentes (Coblence) avec le nord passa à travers la Goldene Meile.
Selon la légende, au IVe siècle sur la colline du Helenenberg de Sinzig, l’impératrice Hélène aurait eu l'apparition d'une croix devant elle dans le ciel, promettant à son fils, l’empereur Constantin, la victoire sur ses ennemis.

### Le Moyen Âge
Sinzig fut mentionné pour la première fois dans un document du roi des francs Pépin le Bref, datant du 10 juillet 762. Pépin séjourna à Sinzig au « sentiaco palatio », en terre de la couronne. Le document attesta la donation des droits de propriété et d’usage des lieux dans le district de Sinzig au profit de l’abbaye impériale de Prüm.
Le palais royal franc, voire la « Pfalz » de Sinzig se trouva à endroit crucial du chemin de couronnement d’alors de Francfort à Aix-la-Chapelle. La Pfalz royale de Sinzig joua un rôle particulier car les souverains allemands, couronnés à Francfort, s’arrêtèrent et séjournèrent à Sinzig pendant leur voyage de couronnement vers Aix-la-Chapelle. Ils débarquèrent en effet à Sinzig du bateau, car la première partie du voyage se faisait sur le Main et le Rhin. Après le repos de Sinzig, Ils poursuivirent la route de couronnement sur la terre ferme jusqu’à Aix-la-Chapelle.
Éginhard, le chroniqueur de Charlemagne, mentionna en 814 un « miracle de vin » qui aurait eu lieu dans le palais royal de Sinzig. En l’an 855, l’empereur carolin Lothaire Ier donna la chapelle Saint-Pierre de Sinzig avec les droits d’usage et de dime, à l'abbaye Sainte Marie d'Aix-la-Chapelle (de). Plus tard en 1065, l'empereur Henri IV donna la ville d’empire de Sinzig à son proche conseiller, l’archevêque Adalbert de Brême. Puis en 1114, Sinzig fut détruit durant la guerre entre l’empereur du Saint-Empire Henri V et l’archevêque prince de Cologne Frédéric Ier de Schwarzenburg.
À son apogée, entre les XIIe et XIVe siècles, le palais impérial officiel (Kaiserpfalz) de Sinzig fut un lieu de séjour pour de nombreux rois et empereurs allemands. Frédéric Barberousse y séjourna en 1152, en 1158, puis en 1174, d’où le surnom de Sinzig « Barbarossastadt » (Ville Barberousse).
L’église paroissiale St. Peter (Saint-Pierre) sur sa colline, fut érigée dans la première moitié du XIIIe siècle dans le style roman tardif du temps des Hohenstaufen. Le bâtiment et l’autel firent consacrés en 1241 par l’évêque Henricus de Osiliensis (Henri Ier de Ösel-Wiek), qui séjourna alors en Rhénanie pour, selon les écrits, consacrer différentes églises entre Sinzig et Boppard, ceci à la demande et en remplacement du très malade prince évêque Théodoric II de Wied († 1242) de l’électorat de Trèves. La fête annuelle de la consécration (Kermesse) ayant été fixée au 15 août, date de l’assomption (mentionné dans les écrits dès 1310), on suppose que l’église paroissiale fut consacrée le 15 août 1241, lorsque sa construction fut terminée en grande partie. Également durant cette période date la création d’un hôpital à Sinzig. Beaucoup de familles nobles étaient alors domiciliées dans la ville, au point qu’on appelait l’endroit le berceau de la noblesse rhénane. Les abbayes ayant eu des propriétés à Sinzig étaient au nombre de 9.
Selon un registre fiscal de 1242, un tiers environ de la totalité des recettes fiscales de la ville venait de la communauté juive. Selon une inscription dans le livre de mémoire « Nürnberger Memorbuch (de) », le 1er mai 1265, 71 personnes firent brûlées dans la synagogue de Sinzig, dont le hazzan de la communauté juive de Cologne ; puis 46 autres personnes juives subirent le martyre à Sinzig en 1287. Après l’épidémie de peste de 1348/49, la petite communauté juive restante de 12 personnes fut entièrement effacée.
De 1298 à 1353 furent entrepris des travaux de sécurisation de la ville avec un mur d’enceinte, 3 portes d’entrées et 2 maisonnettes de garde. Pour financer ces travaux, le rois Adolphe de Nassau dans un document du 3 décembre 1297, permit à la ville de percevoir un impôt sur la vente de vins et de produits agricoles. Dès 1395-1398, une nouvelle communauté juive est mentionnée à Sinzig, puis depuis 1433 il est question de la rue des Juifs (Judengasse) dans le centre de la ville.
Durant l’été de 1338, le rois d’Angleterre, Édouard III, en déplacement en Rhénanie pour des raisons diplomatiques et militaires (il visa notamment la couronne de France), visita Sinzig avant de continuer pour participer à une réunion solennelle d’empire, à Coblence.
Dès la fin du XIIIe siècle on aperçoit un lent déclin économique, déclenché par les mises en gage répétées des biens d’empire. Après que le domaine de Sinzig devint la propriété des ducs de Juliers, le 18 janvier 1348, l’endroit se trouva dans un territoire périphérique. Le 20 juin 1421, Adolphe VII de Juliers-Berg vendit en gage la moitié de Sinzig pour la somme 15.000 florins à Othon prince-électeur de Trèves ; puis, le 24 aout 1425, l’autre moitié pour la même somme au prince-électeur Dietrich de Cologne. Ainsi à l’époque, l’électorat de Trèves partagea les biens et territoires de Sinzig (et de Remagen) à 50% avec l’électorat de Cologne.
| |  |  |
| Appartenances historiques Margraviat de Juliers 1348-1356 Duché de Juliers 1356-1421 Duché de Juliers/ Électorat de Trèves 1421-1425 Électorat de Cologne/ Électorat de Trèves 1425-1575 Duché de Juliers 1575-1797 République cisrhénane (Rhin-et-Moselle) 1797-1802 République française (Rhin-et-Moselle) 1802-1804 Empire français (Rhin-et-Moselle) 1804-1813 Royaume de Prusse (Grand-duché du Bas-Rhin) 1815-1822 Royaume de Prusse (Province de Rhénanie) 1822-1918 République de Weimar 1918-1933 Reich allemand 1933-1945 Allemagne occupée 1945-1949 Allemagne 1949-présent |  |  |

## Démographie
| 1815  | 1835  | 1871  | 1905  | 1939  | 1950  | 1961  | 1970   | 1987   |
| ----- | ----- | ----- | ----- | ----- | ----- | ----- | ------ | ------ |
| 3 567 | 4 363 | 4 346 | 5 630 | 6 761 | 8 079 | 9 562 | 12 116 | 14 840 |

| 2005   | - | - | - | - | - | - | - | - |
| ------ | - | - | - | - | - | - | - | - |
| 17 767 | - | - | - | - | - | - | - | - |

## Jumelage

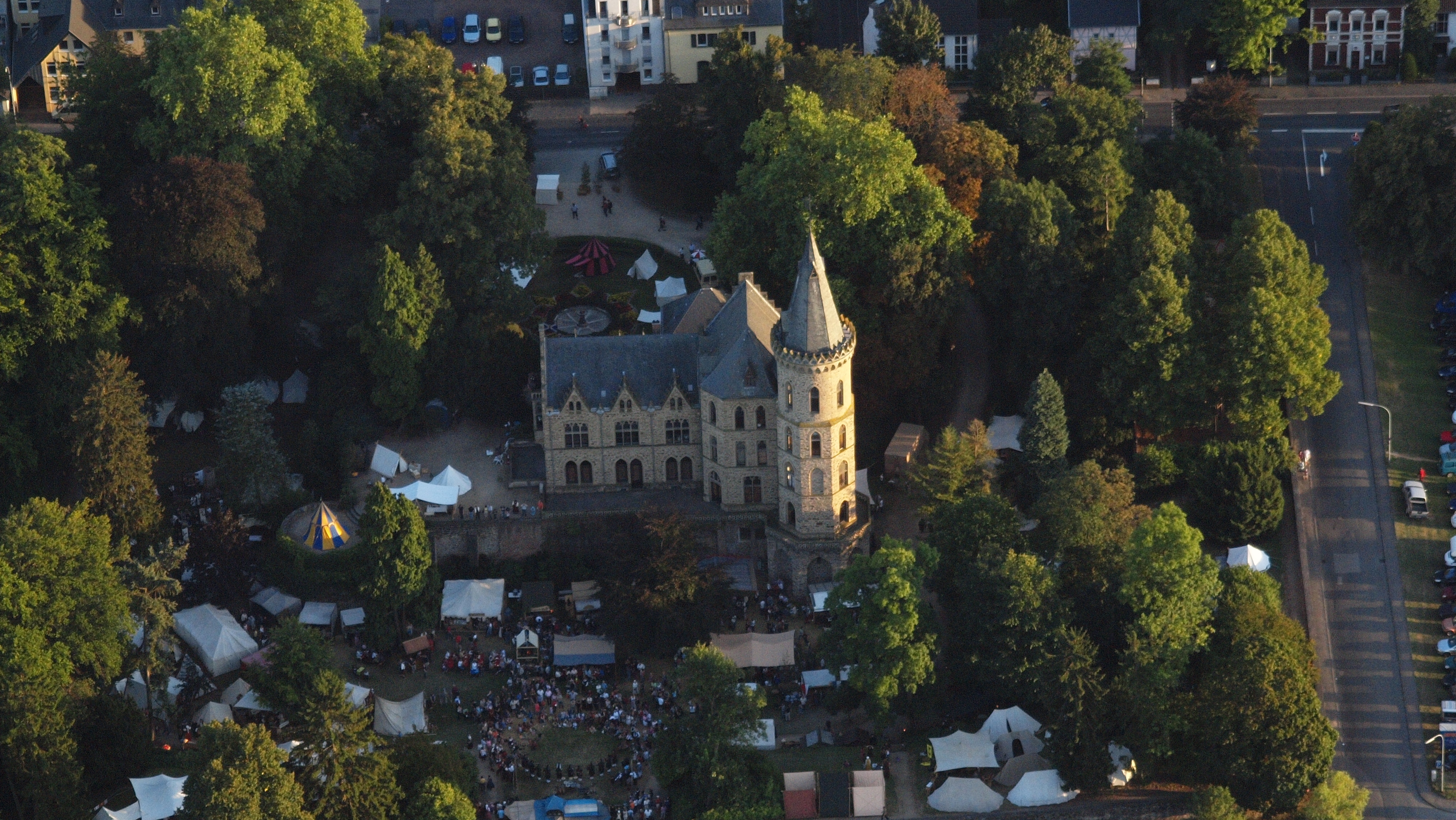
Château en fête, vue d'avion

La ville de Sinzig est jumelée avec :
 Hettange-Grande (France) depuis juin 1966

## Monuments historiques
- Église Saint-Pierre (catholique), de style roman
- Cimetière juif de Sinzig
- Château de Sinzig